# 自由の広場
「自由の広場」（Simple Song of Freedom）は、ボビー・ダーリンが作詞作曲した反戦歌。1969年にティム・ハーディンがシングルとして発表し、全米50位を記録した。

## 概要
1969年、ボビー・ダーリンはロサンゼルスに活動の場を移し、自身のレーベル「ディレクション・レコード」を立ち上げた。そして「自由の広場」を書いた。本作品はアレクサンドル・ソルジェニーツィンが歌詞に登場することで知られる。「同志ソルジェニーツィンよ、君は忙しいだろうか／もしそうでなけれぱ友であるこの僕に手紙を書いてくれ／土地を耕している人間が気がかりなのは／兵器なのかどうか僕は知りたい」
同じ年、ティム・ハーディンはヴァーヴ・フォアキャスト・レコードを離れ、コロムビア・レコードに移籍。最初のシングルに選んだのがダーリンが書いた「自由の広場」だった。編曲はポール・ハリスが担当し、プロデューサーはゲイリー・クラインが務めた。同年6月、シングルA面として発表。B面はハーディンが書いた「何故生まれてきたの（Question of Birth）」。
同年8月15日、ハーディンはウッドストック・フェスティバルに出演し、本作品を歌った。
同年8月30日付のビルボード・Hot 100の50位を記録した。またカナダで48位を記録。ハーディンにとってはいちばんのヒットとなった。またこの年、日本でもシングルが発売。ジャケットに記された正式な邦題は「自由の広場（歌おう、自由の讃歌を）」であった。
ダーリンはコンサート、テレビ番組などでよく本作品を歌った。1971年にはシングルもリリースした。ケヴィン・スペイシーの監督・脚本・主演・歌による映画『ビヨンド the シー 夢見るように歌えば』（2004年）でも、ダーリンのコンサートのシーンで登場する。

## カバー・バージョン
- ザ・シェファーズ - 1970年のアルバム『Something New』に収録。
- ヴォイシズ・オブ・イースト・ハーレム - 1970年のアルバム『Right On Be Free』に収録。
- ニコラ・ディ・バリ - 1970年のシングル。イタリア語詞。タイトルは「Una ragazzina come te」。
- エディー・スコラー - 1970年のシングル。デンマーク語詞。タイトルは「En enkel sang om frihed」。
- ザ・ベルズ - 1971年のアルバム『Fly, Little White Dove, Fly』に収録。
- ボビー・ダーリン - 1971年のシングル。